# Yetminster
Yetminster es una parroquia civil situada en Dorset, Inglaterra (Reino Unido). Tiene una población estimada, a mediados de 2022, de 1268 habitantes.
Formalmente la localidad es gobernada por el grupo de parroquias de Yetminster y Rhyme Intrinseca.
Está ubicada cerca de la ciudad de Dorchester y de la orilla del canal de la Mancha (océano Atlántico).